# Godemichet
 (avril 2009).
Si vous disposez d'ouvrages ou d'articles de référence ou si vous connaissez des sites web de qualité traitant du thème abordé ici, merci de compléter l'article en donnant les références utiles à sa vérifiabilité et en les liant à la section « Notes et références ».
Un godemichet, parfois orthographié « godemiché » et abrégé en « gode » ou en « miché », ou dildo, par influence de l’anglais, est un jouet sexuel destiné à procurer des sensations susceptibles d'approcher celles qui seraient offertes par un pénis, lors de la masturbation ou lors d'une pénétration.

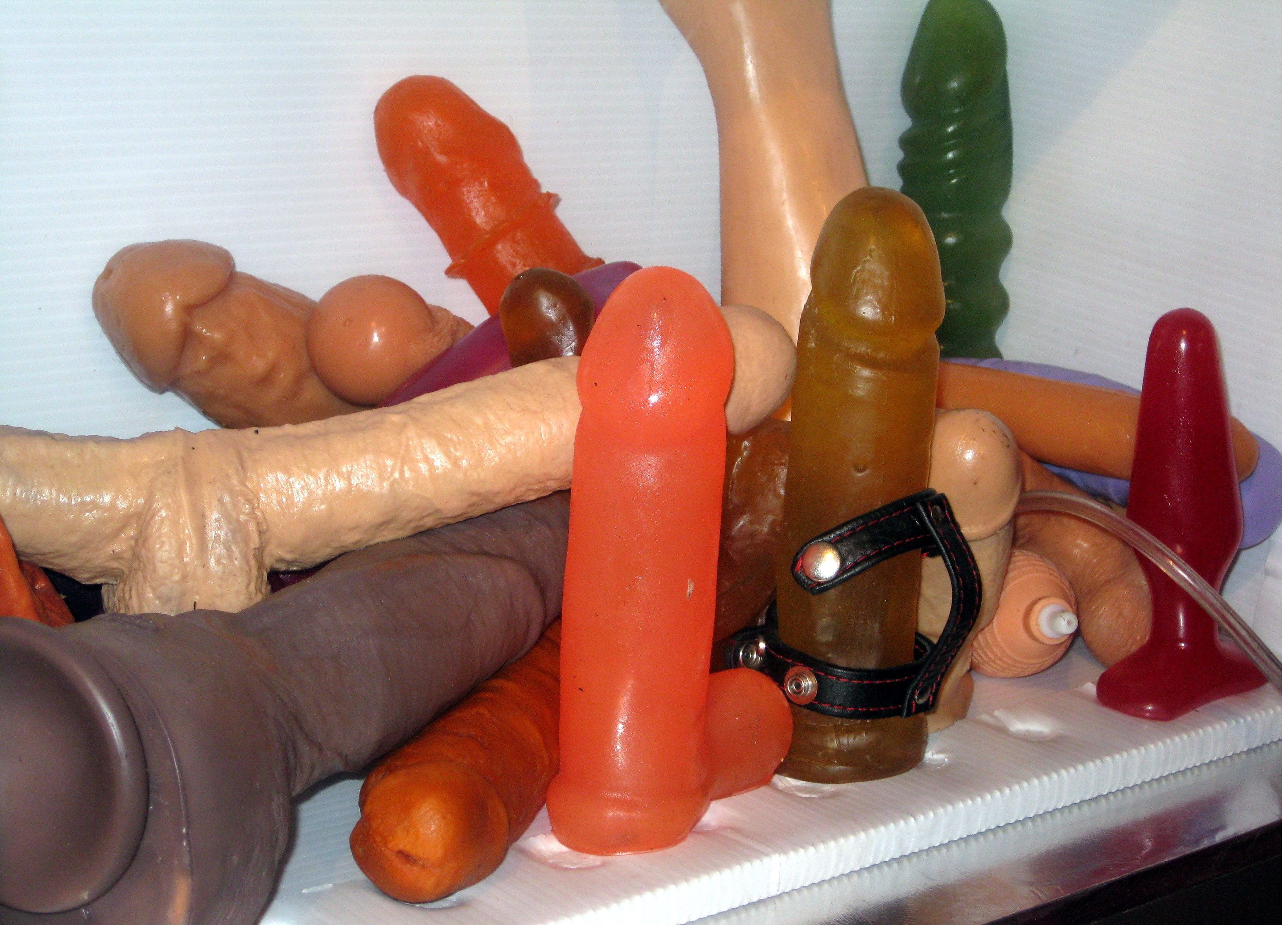
Des godemichets.

## Étymologie
Deux hypothèses sont en présence pour expliquer l'origine du mot dont la première apparition connue sous la forme « Godemichou » est relevée en 1611 :
- Le catalan godomacil (1409) pour « cuir de Gadamès » ;
- Gaude mihi, « réjouis-moi » en latin médiéval, qui aurait dérivé en « Godmicy », puis « Godemichy », avant de donner « Godemichou »[1].

La forme « gode », par apocope de godemichet, apparaît vers 1930.

## Historique

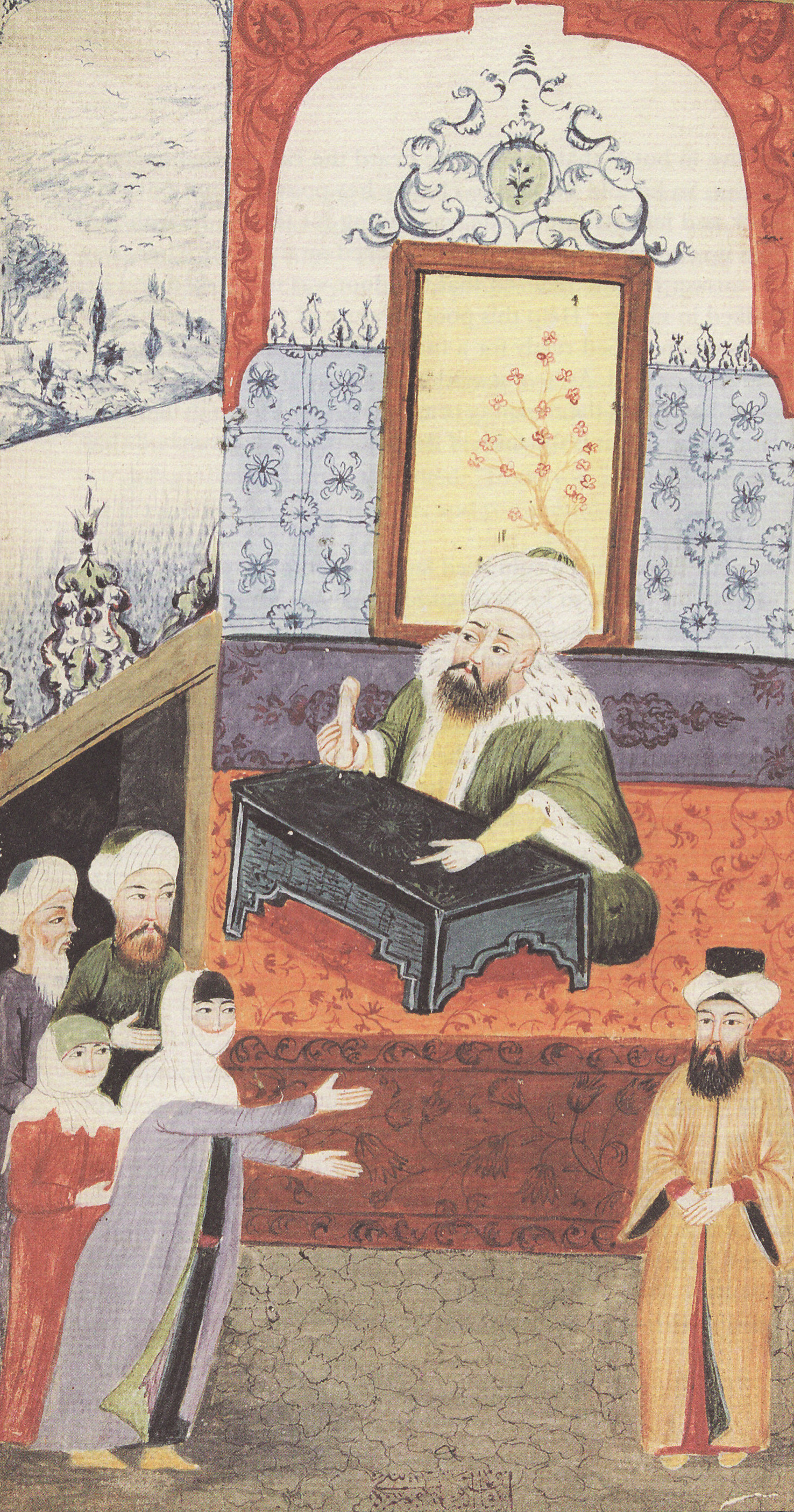
Illustration du XVIIIe siècle dans l'empire ottoman d'un godemichet comme preuve de l'impuissance d'un mari.

À l'occasion de recherches archéologiques menées dans la grotte de Hohle Fels en Allemagne, a été mis au jour un objet en pierre représentant de manière symbolique un phallus qui pourrait avoir été utilisé comme outil sexuel. La datation au carbone du site le situe dans une fourchette allant de 27 000 à 28 000 ans av. J.-C.,.
L'Égypte ancienne regorge de fresques, de sculptures, d'amulettes, de phallus isolés ou associés à des objets ou à des dieux. Ainsi, dans la mythologie égyptienne, le dieu Osiris était aussi symbolisé par un phallus disproportionné. De même, comme l’évoque Jacques-Antoine Dulaure dans son ouvrage Les Divinités génératrices (1805), l’historien et explorateur Hérodote du Ve siècle av. J.-C., qui a assisté à cette cérémonie, la décrit de cette manière :

« Les Égyptiens célèbrent la fête de Bacchus à peu près de la même manière que les Grecs ; mais, au lieu de Phallus, ils ont inventé des figures d’environ une coudée de haut, qu’on fait mouvoir par le moyen d’une corde. Les femmes portent, dans les bourgs et les villages, ces figures dont le membre viril n’est guère moins grand que le reste du corps, et qu’elles font remuer. Un joueur de flûte marche à la tête ; elles le suivent en chantant les louanges de Bacchus… »

Le poète Aristophane, au Ve siècle av. J.-C., le met en scène dans une pièce de théâtre, Lysistrata. Cette œuvre montre des femmes qui se plaignent de l’abstinence à laquelle les obligent leurs maris qui consacrent leur temps à la guerre. On y voit aussi un culte voué au dieu Dionysos, où des femmes portent en procession des phallus géants pour améliorer leur fécondité et leur fertilité.
Le culte phallique sera conservé par les Romains à travers le dieu Priape, dieu de la fertilité, reconnaissable à son gigantesque pénis, constamment en érection. La littérature latine atteste l'usage de godemichets au IIe siècle av. J.-C..

## Le godemichet contemporain

### Matières

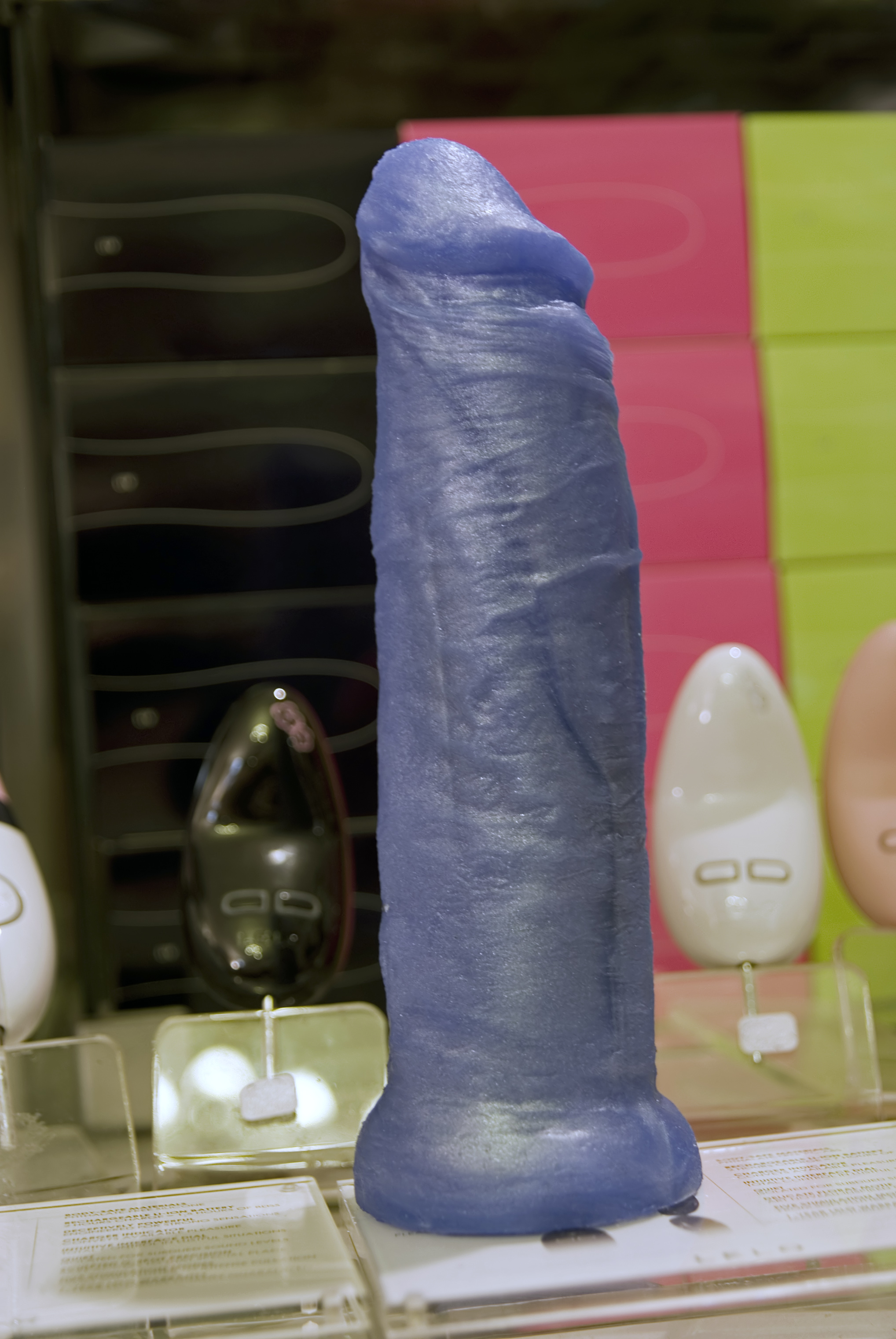
Un godemichet en silicone.

Les premiers godemichets ont été fabriqués en pierre, bois, cuir, ou céramique. Les godemichets de cuir rembourrés de coton restent encore utilisés par certaines personnes aujourd'hui[réf. nécessaire]. Durant le XIXe siècle, ils ont parfois été utilisés en psychiatrie pour lutter contre l'hystérie.
Des godemichets de caoutchouc, habituellement renforcés intérieurement par une tige d'acier, ont été fabriqués dans les années 1940[réf. nécessaire]. Ce procédé était cependant un pis-aller, l'usure temporelle du caoutchouc le fragilisant permettant à la tige d'acier d'apparaître, et de provoquer des lésions et blessures plus ou moins graves.
Plus tard, des godemichets de PVC recouverts de PVC souple se sont répandus. De nos jours, de nombreux godemichets bon marché sont ainsi fabriqués[réf. nécessaire].
Les godemichets d'acier chromé sont relativement peu répandus, sauf dans les cercles BDSM[réf. nécessaire]. Ils ne sont pas particulièrement confortables, en raison de leur rigidité et de leur conductivité thermique plus importante que celle du corps, ce qui conduit à un ressenti de température plus froide.[réf. nécessaire].
Depuis les années 1990, les godemichets de silicone prolifèrent en raison de leur faible coût de fabrication. Relativement chers lors de leur apparition, ils sont aujourd'hui raisonnablement bon marché[réf. nécessaire].
Plus récemment, des godemichets de verre borosilicate (pyrex) sont apparus sur le marché. Ils sont plus chers et plus rigides.
Il est possible de détourner certains objets de leur utilisation première afin d'en faire des godemichets de fortune. Par exemple : légumes à la forme et à la rigidité adaptées.

### Usages
Les godemichets sont utilisés par une population des deux sexes, de toutes orientations sexuelles, pour un usage solitaire ou à plusieurs. Le godemichet, éventuellement muni d'un harnais qu'on appelle gode ceinture, peut être utilisé pour la pénétration vaginale ou encore pour la pénétration anale (sodomie).
Les godemichets ont également une utilisation fétichiste. Ils peuvent être utilisés comme bâillon, ou pour la pénétration orale dans une sorte de fellation artificielle.
Les godemichets en verre, ou l'usage de verre de table à cet effet, se justifient d'une manière supplémentaire : il est alors possible de voir, de manière déformée, l'intérieur de l'orifice pénétré. Sont également utilisés à cet effet des spéculums, copies de l'appareil médical, vendus en boutiques spécialisées et utilisés peu ou beaucoup de la même manière.

### Variations

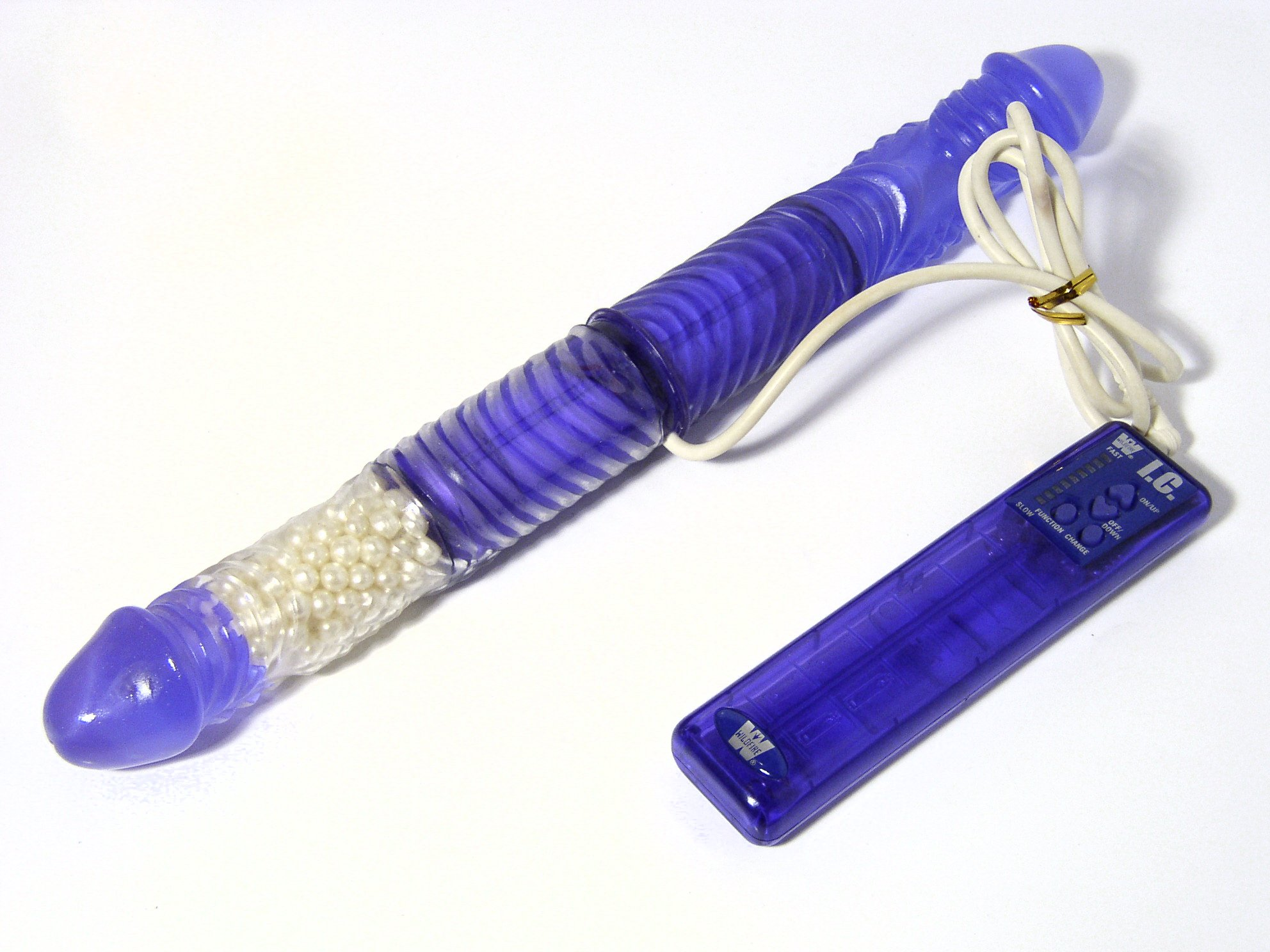
Un double godemichet.

Il existe des godemichets à deux têtes (double-do), ou godemichets doubles (double godes), de différentes formes, utilisables pour des relations entre deux individus, ceux-ci se plaçant chacun à une extrémité, ou pour, après avoir été pliés en deux, être utilisés sur la même personne pour effectuer une double pénétration.
On trouve des godemichets doubles d'une autre sorte : les deux bras sont quasiment parallèles, de taille et d'épaisseur différentes. Ils sont utilisables pour une pénétration vaginale et anale simultanée. Certains comportent un vibreur supplémentaire pour stimuler le clitoris. De manière générale, le bras à destination anale est plus long et plus fin que le bras à destination vaginale (l'anus est de dilatation plus malaisée que le vagin et le rectum est plus long, car il se prolonge dans le côlon).
Les godes ceinture ou harnais godemichet sont étudiés pour être portés via un harnais, comme prothèse masculine pour une femme, ou pour être portés de manière interne parfois avec des accessoires vibratoires externes. On trouve ainsi des godemichets multiples (doubles ou triples) destinés à des femmes voulant sodomiser leur partenaire : le godemichet interne est destiné à stimuler le vagin de la femme qui le porte, un autre godemichet interne peut permettre une stimulation anale, tandis que le godemichet externe est destiné au rectum du partenaire. Ce type de harnais peut être muni d'un mécanisme de verrou, utilisé dans les pratiques sado-masochistes.
Il existe des godemichets gonflables dont l'épaisseur peut varier.

#### Les plugs
Certains godemichets sont destinés à la pénétration et à la résidence anale. Un godemichet de ce type est appelé buttplug ou plug anal ; il n'existe pas d'équivalent strict en français mais par endroits le terme « bouchon » est aussi utilisé[réf. souhaitée]. Il a une forme particulière, celle d'un cône dont la base se prolonge par une courte tige et enfin par un disque faisant office de socle. Cette forme assure la persistance de l'objet qui est maintenu par le sphincter anal qui se resserre autour de la tige entre le cône et le disque, l'intégralité du cône se situant dans le rectum à ce moment-là. La sécurité d'emploi est assurée par le disque qui, d'un diamètre supérieur à la base du cône, empêche l'objet de pénétrer entièrement dans le rectum.

### Santé et sécurité
Les godemichets peuvent transmettre des MST, de la même façon que les autres formes de contacts sexuels, et doivent, impérativement, être protégés avec un préservatif en cas de contacts partagés. Par ailleurs, il est nécessaire de laver son godemichet avant et après l'utilisation et de le conserver dans un endroit sec. Les godemichets doivent être de préférence lavés avec un produit à vaisselle particulièrement désinfectant.
Certains plugs en plexiglas ont une plate-forme collée qui peut se décoller facilement à l'usage. Le danger est que le plug non retenu par la plate-forme reste bloqué dans la cavité anale, ce qui nécessite ensuite une intervention chirurgicale pour l'extraire. Il est donc préférable de choisir des modèles dont la base est solidaire du reste de l'objet.

## Évocation dans les arts

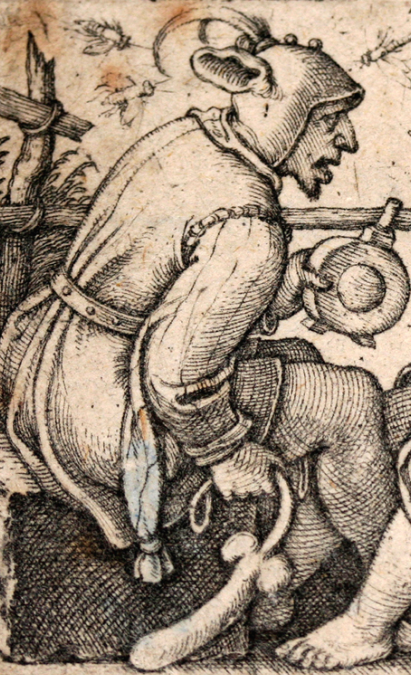
Fou du XVI tenant un godemichet. Détail d'une gravure de Hans Sebald Beham.

### Littérature
- John Wilmot a écrit un poème intitulé Signor Dildo.
- Histoire d'O de Pauline Réage : O utilise un godemichet anal « en ébonite inséré derrière et maintenu en place par trois petites chaînes reliées à une ceinture de cuir autour de ses hanches, pour que les muscles internes ne puissent l’expulser. Une petite chaîne suivait le sillon de ses fesses et les deux autres de chaque côté de son triangle pubien, pour ne pas empêcher qu'on y pénétrât si besoin. »
- Thérèse philosophe de Boyer d'Argens.
- Le Godemichet de la gloire, poème de Théophile Gautier ; poème satirique sur l’érection de la colonne Vendôme de Napoléon Ier sur la place du même nom.
- Le Rideau levé ou l’éducation de Laure de Honoré-Gabriel Riqueti de Mirabeau, qui en donne une description précise ainsi que de son fonctionnement :

« Dès que nous fûmes debout, elle n’eut rien de plus pressé que de passer à l’examen de cet outil si nouveau pour elle.

Je l’aidai à en désunir toutes les parties : il était parfaitement semblable à un vit ; toute la différence consistait dans des ondes transversales depuis la tête jusqu’à la racine pour procurer un frottement plus actif. Il était d’argent, mais couvert des couleurs de la nature, et d’un vernis dur et poli. Il était vide, mince et léger. Dans le milieu de l’espace, il y avait un tuyau du même métal, rond et plus gros qu’une plume, dans lequel il y avait un piston. Ce tuyau se vissait à un autre bout percé et soudé au fond de la tête. Il se trouvait par ce moyen des espaces autour de cette petite seringue, dont elle avait l’effet, et les parois de celui qui imitait le vit. Un morceau de liège, taillé pour boucher exactement ce dernier, avait un trou qui laissait entrer très juste la naissance de la petite pompe, dans lequel on insérait un ressort d’acier en spirale qui repoussait le piston par le moyen d’une détente. Quand Rose l’eut bien tourné et retourné :

— Il faut encore, me dit-elle, que tu m’apprennes comment on lui fait faire son office.

— On emplit, lui dis-je, le godemiché d’eau suffisamment échauffée pour en supporter la chaleur sur les lèvres ; on le bouche bien avec le morceau de liège, auquel tu vois cet anneau pour le retirer ; on emplit ensuite la pompe, par le moyen du piston qu’on attire, de colle de poisson fondue et légèrement teinte de blanc qu’on tient toute préparée : la chaleur de l’eau se communique aussitôt à cette liqueur qui ressemble autant qu’il est possible à la semence. »

- Fight Club de Chuck Palahniuk : un garde de sécurité travaillant dans un aéroport mentionne qu'il y a de temps en temps des alertes à la bombe déclenchées par un godemichet vibreur rangé dans une valise qui s'est allumé tout seul.

### Cinéma
- Dans L'Empire des sens (1976), une scène montre l'utilisation d'un godemichet dans un cercle de courtisanes.
- Dans Requiem for a Dream (2000), un double godemichet est utilisé « cul à cul » ou, plus communément, « ass to ass ».
- Dans Burn After Reading (2008), George Clooney a installé un godemichet sur une chaise à bascule.
- Dans Oh My God ! (2011), une comédie originale qui se propose de retracer l'invention du premier vibromasseur.

### Chansons
- Charles Trenet, dans La Folle Complainte, parle de la bonne qui « n'est pas sage » : « On l'a trouvée hier soir / Derrière la porte en bois / Avec une passoire / Se donnant de la joie. »
- Georges Brassens, dans sa chanson Mélanie, raconte l'histoire d'une bonne de curé qui se sert de cierges comme godemichet.
- Mylène Farmer, dans sa chanson Sextonic, digresse sur les différentes matières et les plaisirs offerts par les godemichets.